# 中钱钱家祠堂
中钱钱家祠堂，位于中华人民共和国浙江省嘉兴市海盐县沈荡镇，是浙江省省级文物保护单位之一。
2017年1月19日，中钱钱家祠堂被列入第七批浙江省文物保护单位，该文物保护单位是一座古建筑。